# Mélodie Daoust

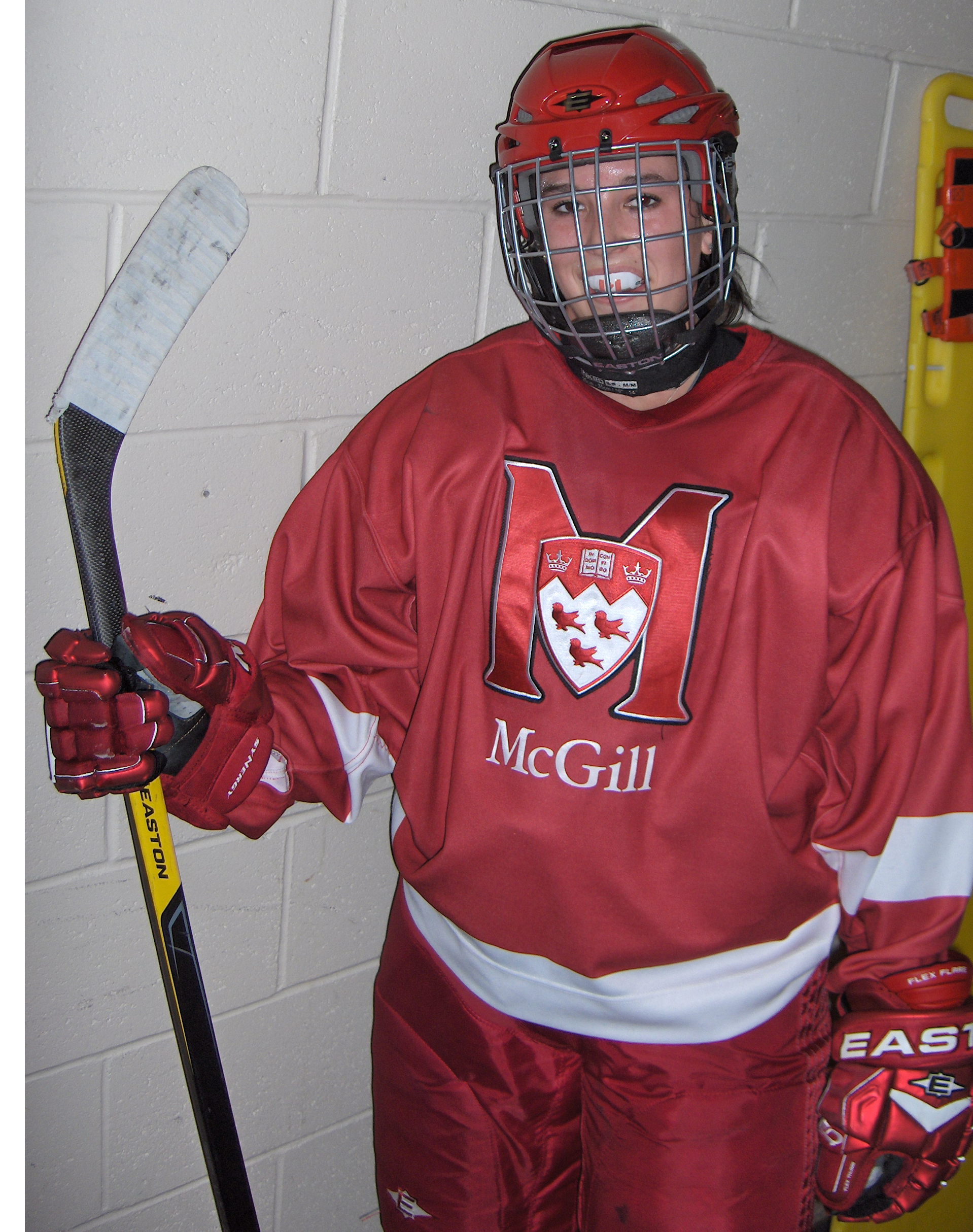
Mélodie Daoust en 2011, avec les Martlets.

Mélodie Daoust (née le 7 janvier 1992 à Salaberry-de-Valleyfield, dans la province de Québec au Canada) est une joueuse et entraîneuse de hockey sur glace et analyste sportive canadienne. Elle évolue au poste d'attaquante dans la ligue élite féminine. Elle remporte trois médailles olympiques, deux médailles d'or aux Jeux de Sotchi en 2014 et aux Jeux de Pékin en 2022 et une médaille d'argent aux Jeux olympiques de Pyeongchang en 2018. Daoust remporte également deux médailles aux championnats du monde en 2019 et 2021.
À partir de décembre 2020, elle est également analyste sportive et collaboratrice à TVA Sports.
Elle est une joueuse réserviste pour l'équipe de Montréal lors de la saison 2024 de la Ligue professionnelle de hockey féminin.

## Biographie
Née le 7 janvier 1992 à Salaberry-de-Valleyfield au Québec, Mélodie Daoust est la fille de Michel Daoust et Johanne Mercier, agriculteurs,.

### En club
Mélodie Daoust bénéficie d'une bourse d'études des Canadiens de Montréal en 2010, versée par la Fondation de l'athlète d'excellence du Québec. Avec le Cégep Édouard-Montpetit, elle remporte la Ligue Collégial AA pour la saison 2009-2010. Elle remporte également le titre de meilleure buteuse avec 24 buts, 31 assistances pour un total de 55 points, tout cela en seulement 13 matchs.
Tout juste revenue des championnats du monde des moins de 18 ans, elle aide son équipe a remporter le titre en marquant deux buts en finale dont le but gagnant dans la victoire 6-5 contre les Dragons du Collège Laflèche.
Le 10 février 2011, Daoust indique qu'elle souhaite jouer pour les Martlets de McGill dans le championnat universitaire canadien SIC. Elle refuse des offres de plusieurs équipes universitaires américaines telles que Darmouth, Boston ou Cornell. Elle fait partie des seulement cinq femmes étudiantes et athlètes de haut niveau inscrites à l'Université McGill pour la rentrée 2011 qui ont pu recevoir une bourse d'études.
En 2017, elle est repêchée par les Canadiennes de Montréal dans la LCHF, en 4e choix au total. Après l'année olympique, elle ne pourra jouer qu'une seule saison en élite avant la fermeture de la ligue en 2019. Faisant partie des hockeyeuses boycottant la saison 2019-2020, elle ne joue pas mais est sélectionnée par la LNH pour le 65e match des étoiles dans l'épreuve du match féminine élite 3 contre 3. Elle y inscrit l'un des deux buts qui permet au Canada de remporter le match.
Elle joue des matchs en 2020 et 2021 avec l'Association des joueuses professionnelles de hockey, organisation ayant pour but de former une ligue professionnelle féminine mais dont la progression a été ralentie par la pandémie de Covid-19. 

#### Ligue professionnelle de hockey féminin
En septembre 2023, même si elle est admissible au repêchage de la Ligue professionnelle de hockey féminin (LPHF), Daoust exprime mettre ses priorités sur son garçon et son travail d'entraîneuse avec l’équipe de hockey féminin des Voltigeurs du Collège Bourget. Elle propose à Danièle Sauvageau d'être joueuse de "pratique" et réserviste avec l'équipe de Montréal.
Le 16 octobre 2023, Mélodie Daoust est invitée au camp d’entraînement de la formation montréalaise de la LPHF et est repêchée par l'équipe de Montréal à titre de joueuse réserviste.
Le 2 mars 2024, elle signe un contrat de 10 jours avec l'équipe montréalaise et elle joue ensuite son premier match en remplaçant Claire Dalton sur le premier trio où elle rejoint Marie-Philip Poulin et Laura Stacey. Elle marque d'ailleurs son premier but, le but gagnant dans une victoire de 3-1 contre l'équipe de Boston à l'auditorium de Verdun en présence dans les estrades de son fils de cinq ans, Mateo. Elle accepte par la suite un deuxième contrat de 10 jours et participe également aux trois parties de l'équipe de Montréal lors des premières séries éliminatoires de la LPHF.

### International
Daoust participe à ses deuxièmes Jeux olympiques à Pékin en 2022, où elle subie une blessure au haut du corps dès le premier match du tournoi. Mise à l'écart du jeu, Daoust revient pour la demi-finale et fait partie de l'effectif qui remporte la médaille d'or.

### Retraite
Le 4 juin 2024, Mélodie Daoust prend sa retraite du hockey professionnel. Elle cumule à son palmarès, deux médailles d'or et une d'argent aux Jeux olympiques et un médaille d'or et une d'argent aux championnats du monde,. 

## Vie privée
Mélodie Daoust est en couple avec Hanna Bunton (en), sa collègue de travail au Collège Bourget, hockeyeuse américaine du Big Red de Cornell de la National Collegiate Athletic Association de 2013 à 2017. Elles ont un enfant, Mathéo, né en mai 2018. 

## Statistiques

### En club
| Saison      | Équipe                  | Ligue       |    | Saison régulière | Saison régulière | Saison régulière | Saison régulière | Saison régulière |   | Séries éliminatoires | Séries éliminatoires | Séries éliminatoires | Séries éliminatoires | Séries éliminatoires |
| Saison      | Équipe                  | Ligue       | PJ | B                | A                | Pts              | Pun              | PJ               | B | A                    | Pts                  | Pun                  |                      |                      |
| 2010-2011   | Stars de Montréal       | LCHF        | 2  | 0                | 3                | 3                | 0                | -                | - | -                    | -                    | -                    |                      |                      |
| 2011-2012   | Martlets de McGill      | SIC         | 18 | 18               | 24               | 42               | 6                | -                | - | -                    | -                    | -                    |                      |                      |
| 2012-2013   | Martlets de McGill      | SIC         | 20 | 21               | 33               | 54               | 12               | -                | - | -                    | -                    | -                    |                      |                      |
| 2013-2014   | Canada                  | AMHL        | 13 | 1                | 2                | 3                | 6                | -                | - | -                    | -                    | -                    |                      |                      |
| 2014-2015   | Martlets de McGill      | SIC         | 3  | 3                | 4                | 7                | 6                | -                | - | -                    | -                    | -                    |                      |                      |
| 2015-2016   | Martlets de McGill      | SIC         | 20 | 18               | 16               | 34               | 22               | -                | - | -                    | -                    | -                    |                      |                      |
| 2016-2017   | Martlets de McGill      | SIC         | 18 | 11               | 19               | 30               | 12               | -                | - | -                    | -                    | -                    |                      |                      |
| 2017-2018   | Canada                  | AMHL        | 11 | 2                | 6                | 8                | 0                | -                | - | -                    | -                    | -                    |                      |                      |
| 2018-2019   | Canadiennes de Montréal | LCHF        | 14 | 11               | 9                | 20               | 24               | 4                | 2 | 3                    | 5                    | 2                    |                      |                      |
| Totaux SIC  | Totaux SIC              | Totaux SIC  | 79 | 71               | 96               | 167              | 58               |                  |   |                      |                      |                      |                      |                      |
| Totaux LCHF | Totaux LCHF             | Totaux LCHF | 16 | 11               | 12               | 23               | 24               | 4                | 2 | 3                    | 5                    | 2                    |                      |                      |

### Internationales
| Année | Équipe         | Compétition                      |   | PJ | B | A  | Pts | Pun | +/-                |  | Résultat |
| 2009  | Canada - 18ans | Championnat du monde - de 18 ans | 5 | 6  | 6 | 12 | 4   | +11 | Finaliste          |  |          |
| 2010  | Canada - 18ans | Championnat du monde - de 18 ans | 5 | 4  | 4 | 8  | 4   | +7  | Champion           |  |          |
| 2014  | Canada         | Jeux olympiques                  | 5 | 1  | 0 | 1  | 4   | 0   | Médaille d'or      |  |          |
| 2018  | Canada         | Jeux olympiques                  | 5 | 3  | 4 | 7  | 2   | +7  | Médaille d'argent  |  |          |
| 2019  | Canada         | Championnat du monde             | 7 | 0  | 4 | 4  | 4   | +3  | Médaille de bronze |  |          |
| 2021  | Canada         | Championnat du monde             | 7 | 6  | 6 | 12 | 0   | +13 | Médaille d'or      |  |          |
| 2022  | Canada         | Jeux olympiques                  | 3 | 0  | 1 | 1  | 0   | +4  | Médaille d'or      |  |          |

## Trophées et honneurs personnels

### International
- Nommée dans le top 3 de son équipe pour les championnats du monde moins de 18 ans 2009.
- Meilleur pourcentage de mise-en-jeu pour les championnats du monde moins de 18 ans 2010.
- Élue dans l'équipe étoiles des médias pour les Jeux olympiques d'hiver de 2018.
- Meilleur pourcentage de mise-en-jeu des Jeux olympiques d'hiver de 2018.
- Nommée Most Valuable Player (en français, meilleure joueuse) pour les Jeux olympiques de 2018.
- Élue dans l'équipe étoiles pour les championnats du monde 2021.
- Meilleure attaquante, meilleure buteuse et meilleure plus/minus des championnats du monde 2021 ainsi que nommée Most Valuable Player de la compétition.

### SIC
- Nommée dans l'équipe étoiles de la saison 2016-2017 [19].